# Управни суд Републике Србије
Управни суд Републике Србије је суд посебне надлежности основан за територију Србије.
Седиште му се налази у Београду и има одељења изван седишта суда у Крагујевцу, Нишу и Новом Саду.

## Надлежност
Управни суд суди у управним споровима, а врши и друге послове одређене законом.
Управни суд у управном спору одлучује о законитости коначних управних аката, осим оних у погледу којих је предвиђена другачија судска заштита. Такође, одлучује и о законитости коначних појединачних аката којима се решава о праву, обавези или на закону заснованом интересу у погледу којих у одређеном случају законом није предвиђена другачија судска заштита.
Управни суд одлучује у већу од троје судија. У поступку по захтеву за преиспитивање судске одлуке против одлуке Управног суда одлучује Врховни суд Републике Србије. Он одлучује у већу од троје судија.

## Организација
Управни суд има три одељења изван седишта суда у којима се трајно суди и предузимају остале судске радње. Одељења Управног суда су:
- Одељење у Крагујевцу — за подручја виших судова у Јагодини, Крагујевцу, Крушевцу, Краљеву, Новом Пазару, Ужицу и Чачку
- Одељење у Нишу — за подручја виших судова у Врању, Лесковцу, Нишу, Прокупљу и Пироту
- Одељење у Новом Саду — за подручја виших судова у Зрењанину, Новом Саду, Сомбору, Сремској Митровици, Суботици и Шапцу